# Манастир Пиносава
Црква Светог арханђела Гаврила и собрашица у Кусатку, месту у општини Смедеревска Паланка. Манастир је подигнут у 14. веку, а подигао га је кнез Лазар. Манастир је обновљен у периоду од 1841. до 1847. године и као целина представљају непокретна културна добра као споменици културе. Старешина манастира је архимандрит Петар Драгојловић.

## Историја
Црква у Кусатку позната и као манастир Пиносава, подигнута је на месту старе цркве брвнаре, у храстовој шуми три километра од центра села. Црква Пиносава, по предању, из доба је деспотовине и у њој је причешћивана војска. У Селишту, где се налази манастир, северно од данашњег насеља, некада је било и село Кусадак.
Изведена је као једнобродна грађевина, просторно подељена на наос на који се надовезује олтарски простор на истоку и припрата са масивним барокним звоником на западу. Спада међу ретке сакралне грађевине зидане од камена током 19. века у овом делу Србије. Фасадну декорацију одликује извођење кордон и кровног венца са акцентом на зону прозорских отвора са пиластрима повезаним стилизованим, сараценским луцима. Посебна пажња посвећена је обради западног и северног портала клесаних у камену и декорисаних геометријским и флоралним орнаментом.
Мермерне надгробне плоче постављене на соклу цркве, на источној и северној фасади, сведоче да се овде налазе гробови Милоја Поповића Ђака, Вујице Вулићевића кнеза смедеревске нахије, његовог брата Ђуше и пуковника Ранка Мајсторовића члана Српског совјета.
Стари иконостас осликао је 1832. године Јања Молер, али је он замењен високом олтарском преградом коју је 1929/1931. године урадио дебарски мајстор Нестор Алексијевић са синовима. У цркви се чувају вредне богослужбене књиге и предмети. Међу њима посебно се издваја златни путир који су 1844. године поклонили за откуп грехова Вујице Вулићевића његови синови.
Североисточно од цркве налази се собрашица, за коју се претпоставља да је подигнута у истом периоду кад и црква. У основи је правоугаоног облика, изведена на темељу од опеке који носи бондручну конструкцију од храстовог дрвета, са кровом на четири воде покривеним ћерамидом. Димензије собрашице су 11,25×3,85 м